# WOMCADOLE
WOMCADOLE（ウォンカドーレ）は、日本のロックバンド。所属事務所はUNCROWN RECORDS。レーベルはユニバーサルミュージック。

## メンバー

### 現メンバー
- 樋口侑希（ひぐち ゆうき 1995年4月5日 - ） Vo/Gt
- 黒野滉大（くろの こうだい 1995年10月5日 - ） Ba
- 安田吉希（やすだ よしき 1995年4月13日 - ） Dr
- マツムラユウスケ（1996年2月18日 - ）Gt

### 旧メンバー
- 堀江俊吾(ベース)(-2015年12月18日)
- 古澤徳之(ギター)(-2020年4月29日)

## 来歴
2011年
5月、結成。
2012年
1月、DEMO『青鼻のピエロ』を無料配布。
3月、Dr安田が加入する。
2013年
5月、1st Mini Album『Hello Hello Hello』を販売開始。
6月、閃光ライオット三次審査に出場。
8月、閃光ライオットファイナルに出場。
2014年
3月、2nd Mini Album『夜明け前に』を販売開始。
4月、Ba堀江が加入。
8月、eo music try2014のメインアワードに選ばれる。18日、1st DEMO Single『イルトエマ/Goodbye story』をライブ会場限定で販売開始。
10月、SPACE SHOWER主催オーディション「DayDreamBeliever」の二次選考に進出。前作から2ヶ月というスパンで2nd demo single『オレンジと君とサヨナラと』をMINAMI WHEEL 2014より会場限定で販売開始し、11月にはタワーレコード梅田NU茶屋町店でも発売した。また、「MASH A&R Vol.3」の9月度優秀アーティストに選出された。
2015年
8月、初の全国流通盤『ワタシノハナシ』をリリース。
12月、Ba堀江の脱退で活動休止。
2016年
7月、新メンバーにBa黒野を迎え活動再開。同時に1st demo album『ワンダー / オモチャの兵隊』をライブ会場限定でリリースすることが発表された。
11月、東京・大阪・滋賀の3か所で、自主企画ライブ「瀧昇」を開催する予定。
2017年
1月、11日に「ワタシノハナシ」以来約1年5カ月ぶりに全国流通盤となる2nd Mini Album「15cmの行方」をリリース。ライブツアー「俺らは生きているんだツアー」全13公演を開催。
9月、6日に1st Single「アオキハルヘ」をリリース。ライブツアー「俺達のアオキハルへツアー」全5公演を開催する。
2018年
1月、自主企画「瀧昇 三本目 二〇一八 同一平面爆発編」全4公演を開催する。
3月、21日に1st Full Album「今宵零時、その方角へ」をリリース。
4月、ライブツアー「己の心に吠えろよツアー」全13公演を開催
11月、28日に2nd Single「ライター」をリリース。
12月、｢ライター｣リリースツーマンライブツアー｢己の炎を絶やすなツアー｣全7公演を開催
2019年
12月、ユニバーサルミュージックより「黎明プルメリア」をリリースしメジャーデビュー。
2020年
6月、新メンバーにGtマツムラユウスケが加入する。現体制となる。
8月、5日ヒカリナキセカイ発売予定
11月12日正午よりWOMCADOLE公式サイトリニューアル オープン
2023年
3月15日、無期限活動休止を発表。
7月22、23日、開催されるムロフェスでラストライブを開催。このライブを最後に無期限活動休止。

## 作品

### 参加オムニバス
- 「Toward my dream vol.1」（2012年9月15日）
『青鼻のピエロ』
- 「そりどーれツアー　無料オムニバス」（2013年8月30日）
『サヨナラは言わないでいたい』
- 「戦艦モージョ7」（2013年9月7日）
『青鼻のピエロ』『雨上がり』
- 「閃光ライオット2013」（2013年12月4日）
『黒い街』

## 主なライブ

### 出演イベント
- 2013年08月01日 - YAMAMUROCK FES.2013『夏の陣』
- 2013年08月04日 - 閃光ライオット2013
- 2013年12月30日 - YAMAMUROCK FES.2013『冬の陣』
- 2014年03月26日 - サクラサク☆十代白書
- 2014年05月25日 - ひなっつふぇす。3rd menu "full course de plaisir"
- 2014年07月28日 - JANUS風呂 弐、～湯あたり注意編～
- 2014年08月28日 - ガムシャロック
- 2014年10月02日 - ジョジョとトミーのROCKな大冒険
- 2014年10月13日 - MINAMI WHEEL 2014
- 2015年01月05日 - 十代白書2015～大阪ミナミ大会～
- 2015年01月11日 - Lenny code fiction Presents「Non-fiction」
- 2015年01月24日 - [ホロ・buriki・WOMCADOLE - TOUR]～The next innovation by the music～
- 2015年01月30日 - "K.G.M"～Kansai Gossip Music～ stage.2
- 2015年02月09日 - 方天画戟
- 2015年03月15日 - crunchレコ発企画
- 2015年03月27日 - 独断と偏見vol.2
- 2015年05月29日・30日 - ユビキタス 1st Sngle「空の距離、消えた声」リリースツアー
- 2015年06月06日 - SAKAE SP-RING 2015
- 2015年06月07日 - アンテナ 2nd mini album『バースデー』リリースツアー×しーらいナイトvol9
- 2015年06月13日 - 宇宙フェス2015
- 2015年07月04日 - 見放題2015
- 2015年07月19日 - SHIT HAPPENING presents『CHASE THIS LIGHT』
- 2015年08月09日 - EAT THE ROCK 2015
- 2015年08月23日 - 聖地じゅんれい!! 2015 ～夏休み追込み編～
- 2015年08月30日 - SAVE THE BIRTHDAY 2015
- 2015年09月15日 - WOMCADOLE 1st ミニアルバム「ワタシノハナシ」リリースツアー"アナタノハナシ"
- 2015年09月21日 - フリ放題2015
- 2015年10月11日 - MINAMI WHEEL 2015
- 2015年10月11日 - 見な放題2015
- 2015年10月17日・18日 - SHIT HAPPENING "Landmark" TOUR 2015
- 2015年10月31日 - JOKA FES.2015 -福山城下音楽祭-
- 2015年11月03日 - TEDDY presents「そうだ、地元に帰ろうフェス東京編」
- 2015年11月23日 - NECOKICKS「世界征服ツアー」
- 2015年11月26日 - VINTAGE ROCK TOUR 2015 "今日と明日"
- 2015年11月29日 - ブタフェス ～NAMAKEBUTA METABOLIC ROCK FESTIVAL2015～イイニクの日・神戸イーストゲート・ライブバイキング～
- 2015年12月11日 - 「サルベージ計画 vol.2」
- 2015年12月14日 - HOOK UP NEVER DIE!?～10th ANNIVERSARY SPECIAL EDITION～
- 2016年07月31日 - SOUND GARDEN KOUROGI 2016
- 2016年08月06日 - B-FLAT vs Tied Music『両成敗でいいじゃない』
- 2016年08月07日 - 余剰反応
- 2016年08月12日 - TOWER Records広島店 presents タワヒロは見たVol.17
- 2016年08月20日 - KAKASHI 1st e.p レコ発企画『灯火祭 2016』
- 2016年09月14日・16日 - the equal lights「アナタとラララツアー2016」
- 2016年09月23日 - Share Rock Homes vol.1
- 2016年09月24日・25日 - ARTIFACT OF INSTANT "Recoil" Release Tour 2016
- 2016年10月09日 - MINAMI WHEEL 2016
- 2016年10月12日 - BRIGHTNESS vol.4
- 2016年10月14日 - ドラマストア "東名阪会場限定Singleリリーススリーマンツアー"
- 2016年10月20日・27日・28日 - ホロ"この世界を愛する"リリースツアー「この世界を愛してまわるツアー」
- 2016年10月23日 - 北近江FREAKY JAMMIN'
- 2016年11月23日 - ブタフェス ～NAMAKEBUTA METABOLIC ROCK FESTIVAL2016～
- 2016年11月25日 - NECOKICKS presents 「ゆとり爆発ツアー」～パパは Newギニアリリースツアー～
- 2016年12月03日 - the unknown forecast presents "23:59:59"
- 2016年12月17日・18日 - T/ssue「Ⅰ」リリースツアー
- 2016年12月29日 - O-Crest YEAR END PARTY 2016 Special 4DAYS!
- 2016年12月31日 - 「TORi。」
- 2017年01月04日 - the quiet room presents「Twilight Release Tour 2017」
- 2017年01月08日 - Halo at 四畳半 1st E.P Release TOUR「途絶えた交信の捜し方」
- 2017年01月13日 - スロウハイツと太陽 タワーレコード限定シングル「匿名希望」リリースイベント「少年A」
- 2017年01月20日 - 「今を賑わすバンド会議。」～新春!お正月スペシャル!～
- 2017年03月04日 - 見放題東京2017
- 2017年03月11日 - Re view「LINK」Release Tour 2016-2017
- 2017年03月20日 - OTOEMON FESTA 2017
- 2017年04月10日 - KAKASHI復活ライブ[大阪編]
- 2017年04月29日 - the quiet room presents New Flag Fes'17
- 2017年05月04日 - GOLD RUSH2017
- 2017年05月06日 - ホロフェス2017 大阪
- 2017年05月11日 - TSUTAYA presents -天神天威-
- 2017年05月12日 - TSUTAYA presents -讃岐讃歌-
- 2017年05月21日 - Ivy to Fraudulent Game presents 2nd mini album "継ぐ" release tour "告ぐ"
- 2017年05月26日 - the quiet room presents《 Little City Films 》 Release Tour 2017
- 2017年05月28日 - 心斎橋FANJ16周年FINAL
- 2017年06月03日 - SAKAE SP-RING 2017
- 2017年06月24日 - FREEDOM NAGOYA 2017
- 2017年07月01日 - 見放題2017
- 2017年07月14日 - @FM presents ROCK YOU! CARNIVAL vol.1
- 2017年07月16日 - Cloque.「この蒼い日々を」 Tour
- 2017年07月18日 - FREEDOM NAGOYA 2017 After Party!!
- 2017年07月23日 - MURO FESTIVAL 2017
- 2017年08月11日 - ROCK IN JAPAN FESTIVAL 2017
- 2017年08月19日 - 戦-ikusa- 覇道☆創世記2017 音過道烈ノ乱
- 2017年08月24日 - SOUND SHOCK 2017
- 2017年08月25日 - Skream! × TOWER RECORDS × Eggs presents HAMMER EGG vol.7
- 2017年08月27日 - SAVE THE BIRTHDAY 2017
- 2017年08月28日 - All Found Bright Lights"nautilus" Tour 2017
- 2017年09月03日 - RADIO BERRY ベリテンライブ 2017
- 2017年09月05日 - HEADLAMP『ON THE GROUND TOUR2017』～おーいこっちだよ!夏を賭けて翔けて駆けぬけろ!～
- 2017年09月08日 - Saucy Dog「カントリーロード RELEASE TOUR FINAL SERIES ずっと～東名阪対バンツアー～」
- 2017年09月13日 - climbgrow「EL-DORADO」 release tour 2017
- 2017年09月23日 - KANSAI LOVERS 2017
- 2017年09月24日 - SOUND GARDEN 2017
- 2017年09月28日・10月03日・04日・31日 - Rhythmic Toy World Release Tour「転生?なにそれ美味しいの?ツアー」
- 2017年10月07日 - MINAMI WHEEL 2017
- 2017年10月07日 - 見な放題2017
- 2017年10月08日 - Age Factory RIVER TOUR
- 2017年10月21日 - 北近江 FREAKY JAMMiN' 2017
- 2017年10月23日 - ドラマストア「ラストダイアリーレコ発ツアー」
- 2017年10月28日 - KAKASHI presents 【灯火祭2017】
- 2017年10月29日 - DElicious BUns FESTIVAL 2017
- 2017年11月03日 - ライワナフェス2017
- 2017年11月23日 - ブタフェス ～NAMAKEBUTA METABOLIC ROCK FESTIVAL2017～
- 2017年11月26日・12月09日・17日 - ハルッチドーレ
- 2017年12月04日 - BACK LIFT presents "Seeding Your Country" Tour 2017-2018
- 2017年12月08日 - ircle 2man tour『HUMANisM 決闘編 2017』
- 2017年12月28日 - O-Crest YEAR END PARTY 2017 Special 4DAYS!
- 2017年12月31日 - KINDAMA'17-'18～謹賀魂～
- 2018年01月08日・02月14日 - ハルカミライ「俺達が呼んでいるツアー」
- 2018年01月15日 - Unblock "もう意味のない歌はない"vol.1
- 2018年02月04日 - でらロックフェスティバル 2018
- 2018年02月04日 - でらロックフェスティバル 2018
- 2018年02月05日 - 大分vs滋賀
- 2018年02月25日・26日 - 『未来世紀エキスポ』リリース3マンツアー "極東パビリオン"
- 2018年03月11日 - HIROSHIMA MUSIC STADIUM-ハルバン-'18
- 2018年03月16日 - OTOEMON FESTA 2018
- 2018年03月17日 - SANUKI ROCK COLOSSEUM～BUSTA CUP 9th round～
- 2018年03月19日 - alcott Presents "神戸大監禁"2018 -愛の手錠編-
- 2018年03月25日 - reach the sky vol.7 空は、どこから?
- 2018年03月30日 - BREAK OF LIMIT GRAND CHAMPION 2017
- 2018年04月06日・07日 - The Cheserasera 春の喧騒 2018 スリーマン Tour
- 2018年04月22日 - FM NORTH WAVE & WESS presents IMPACT!XIII
- 2018年04月23日 - ハルカミライ presents 赤く青く燃えてツアー
- 2018年04月27日 - LONELINESS presents 全バンドレコ発
- 2018年04月29日 - COMING KOBE 18
- 2018年05月04日 - NIIGATA RAINBOW ROCK 2018
- 2018年05月11日 - climbgrow ～「FREEDOM」release tour～
- 2018年05月13日 - CRAZY VODKA TONIC「書を灯す」Release Tour
- 2018年05月19日 - eyedentity pre. "正真正銘 2018"
- 2018年05月22日 - 大ナナイトvol.114
- 2018年06月15日 - ircle New Mini Album「CLASSIC」リリースツアー "心の真ん中に何がある"
- 2018年06月17日 - OTOSATA ROCK FESTIVAL 2018
- 2018年06月21日 - Unblock「京阪萱島駅」リリース "誰かの隣で生きているツアー"
- 2018年06月23日 - FREEDOM NAGOYA 2018
- 2018年06月30日 - SUMMER TIME LOVER CIRCUIT「サマラバ!」2018
- 2018年07月07日 - 見放題2018
- 2018年07月15日 - JAPAN'S NEXT 渋谷JACK 2018 SUMMER
- 2018年07月22日 - MURO FESTIVAL 2018
- 2018年07月26日 - GYAO+ PCI MUSIC+日本工学院ミュージックカレッジPresents LIVE「泡沫 ～ウタカタ～」
- 2018年07月28日 - Amelie「ビューティフルライフ」Release Tour 2018
- 2018年08月02日 - YAMAMUROCK FES. 2018
- 2018年08月06日 - SHELTER presents. "THE REAL THINGS"
- 2018年08月09日 - 夏休みだヨ!全員集合!
- 2018年08月26日 - SAVE THE BIRTHDAY 2018
- 2018年08月29日 - RADIO BERRY ベリテンライブ2018～HEAVEN'S ROCK Utsunomiya VJ-2～
- 2018年09月04日 - フクオカロックフェス
- 2018年09月06日 - ハルカミライ presents 赤く青く燃えてツアー
- 2018年09月07日 - KAKASHI「水滴石穿」
- 2018年09月08日 - kobore "爆音を鳴らせTOUR 2018"
- 2018年09月12日 - climbgrow presents "Three Sided Struggle"
- 2018年09月14日 - ハルカミライ「俺達が呼んでいるツアー」
- 2018年09月15日 - TOKYO CALLING 2018
- 2018年09月22日 - KANSAI LOVERS 2018
- 2018年09月29日 - TRUST RECORDS × BUNS RECORDS presents 下克上2018
- 2018年09月29日 - 北近江 FREAKY JAMMiN' 2018
- 2018年10月06日 - MINAMI WHEEL 2018
- 2018年10月09日 - 街人 小さなハコから唄おうツアー
- 2018年10月12日 - Saucy Dog「ワンダフルツアー2018」
- 2018年10月14日 - 弁天周遊祭=BENTEN CIRCUIT=
- 2018年10月18日 - rise 11th Anniversary
- 2018年10月19日 - LAMP IN TERREN TOUR「SEARCH+ #007」
- 2018年10月21日 - 共同戦線 -Ground Zero-
- 2018年10月22日 - SIX LOUNGE presents "イチロー誕生祭"
- 2018年10月27日 - 灯火祭 2018
- 2018年10月28日 - DElicious BUns FESTIVAL2018
- 2018年11月04日 - HELLO HERO's vol.5
- 2018年11月10日 - Shinonome Circuit 2018
- 2018年11月23日 - BUTAFES 2018
- 2018年11月25日 - Lenny code fiction LIVE TOUR 2018-2019 Montage
- 2018年12月28日 - FM802 ROCK FESTIVAL RADIO CRAZY 2018
- 2018年12月30日 - LIVE DI:GA JUDGEMENT 2018
- 2018年12月31日 - KINDAMA'18-'19～謹賀魂～
- 2019年02月09日 - 大ナナイト ～ TAKASAKI club FLEEZ 15th ANNIVERSARY ～
- 2019年02月10日 - machioto2019
- 2019年02月15日 - それでも尚、未来に媚びる 「ライフイズオーバーツアー2018」ファイナルシリーズ "幻色シンパシー"
- 2019年02月23日 - DISK GARAGE MUSIC MONSTERS -2019 winter-
- 2019年03月10日 - ハルカミライ『天国と地獄ツアー』
- 2019年03月14日 - Raspberry FINAL series
- 2019年03月18日 - Live is Beautiful.
- 2019年03月23日 - HIROSHIMA MUSIC STADIUM -ハルバン'19-
- 2019年03月24日 - SIX LOUNGE TOUR 2019 "with LOVE"
- 2019年03月28日 - UNCROWN RECORDS pre. 「DON'T WEAR.GET UP」
- 2019年04月09日 - COCO-ROBINSON presents 「オクターバーズ」release運命響同体ツアー
- 2019年04月13日 - Don't Stop Music Fes.TOCHIGI 2019
- 2019年04月20日 - FM NORTH WAVE & WESS PRESENTS IMPACT! XIV
- 2019年04月21日 - KAKASHI「心の向かう方へツアー」FINAL SERIES
- 2019年05月01日 - レル企画主催 2ステージイベント 「一期一句」
- 2019年05月04日 - NIIGATA RAINBOW ROCK 2019
- 2019年05月11日 - ラックライフ presents GOOD LUCK 2019
- 2019年05月19日 - バックドロップシンデレラ 6th singleリリース&ビレッジマンズストア村立15周年記念御礼参り 「聖地巡礼行脚でウンザウンザを踊るツアー」
- 2019年05月25日・26日 - ircle「Cosmic Tours」
- 2019年05月27日 - GLICO LIVE NEXT
- 2019年06月01日 - 百万石音楽祭2019～ミリオンロックフェスティバル～
- 2019年06月06日 - SHINJUKU LOFT KABUKI-CHO 20TH ANNIVERSARY DREAM MATCH 2019 ～VS SERIES～
- 2019年06月07日 - ムロナナイトフェスティバル
- 2019年06月08日 - I ROCKS 2019 stand by LACCO TOWER
- 2019年06月14日 - Hakubi "粉塵爆発ツアー"
- 2019年06月16日 - [Scene #6]-空白のスゴロクツアー-
- 2019年06月22日 - FREEDOM NAGOYA 2019
- 2019年06月23日 - OTOSATA ROCK FESTIVAL 2019
- 2019年06月29日 - POT「SPARK TOUR 2018-2019」Final Series
- 2019年07月06日 - 見放題2019
- 2019年07月07日 - 京都大作戦2019 ～倍返しです!喰らいな祭～
- 2019年07月13日 - rockin'on presents JAPAN'S NEXT 渋谷JACK 2019 SUMMER
- 2019年07月20日 - MURO FESTIVAL2019
- 2019年07月23日 - wata pre. Live House 10th & TRUST YOUR SOULS 15th Anniversary
- 2019年08月01日 - MURO FESTIVAL 2019～BIGCAT 20周年 大阪感謝祭～
- 2019年08月04日 - ROCK IN JAPAN FESTIVAL 2019
- 2019年08月14日 - LUCCI × moon drop「大恋愛」
- 2019年08月23日 - ENTH SLEEPWALK TOUR 2019
- 2019年08月25日 - SAVE THE BIRTHDAY
- 2019年08月30日 - RADIO BERRY 25th ANNIVERSARY ベリテンライブ2019
- 2019年08月31日 - くさのねフェスティバル2019
- 2019年09月06日 - climbgrow presents -MAX BET-
- 2019年09月22日 - KANSAI LOVERS 2019
- 2019年09月27日 - Rhythmic Toy World 10周年企画 『10Q』(テンキュー)
- 2019年10月02日 - Halo at 四畳半 2MAN TOUR ARK"WANDER LIGHTS"TOUR 2019
- 2019年10月04日・05日・06日 - FOMARE「FORCE TOUR 2019」
- 2019年10月12日 - PIRATE SHIP 2019
- 2019年10月14日 - FM802 30PARTY MINAMI WHEEL 2019
- 2019年10月20日 - DElicious BUns FESTIVAL2019
- 2019年10月21日 - バックドロップシンデレラ トントン拍子でウンザウンザを踊るツアー
- 2019年10月26日 - KAKASHI pre.「灯火祭2019」
- 2019年10月27日 - Nothing's Carved In Stone "By Your Side Tour 2019-20"
- 2019年11月04日 - LACCO TOWER 2マンツアー2019 五人囃子の駆け落ち騒ぎ
- 2019年11月06日 - kobore『ダイヤモンドTOUR 2019』
- 2019年11月09日 - The Cheserasera presents "over the fence"
- 2019年11月11日 - GRAND FAMILY ORCHESTRA 1stフルアルバムリリースツアー「大家族会議～セルフタイトルにゃ訳がある～」
- 2019年11月14日 - RISING HALL 4th Anniversary
- 2019年11月17日 - 街人 白球の行方ツアー
- 2019年11月24日 - KICK OFF VIVA!!!【北浦和KYARA編】